# الرابطة البرلمانية 1987–88
الرابطة البرلمانية 1987–88 (بالإنجليزية: 1987–88 Isthmian League)‏ هو موسم من دوري إسثميان. فاز فيه يوفل تاون.